# 尊纳

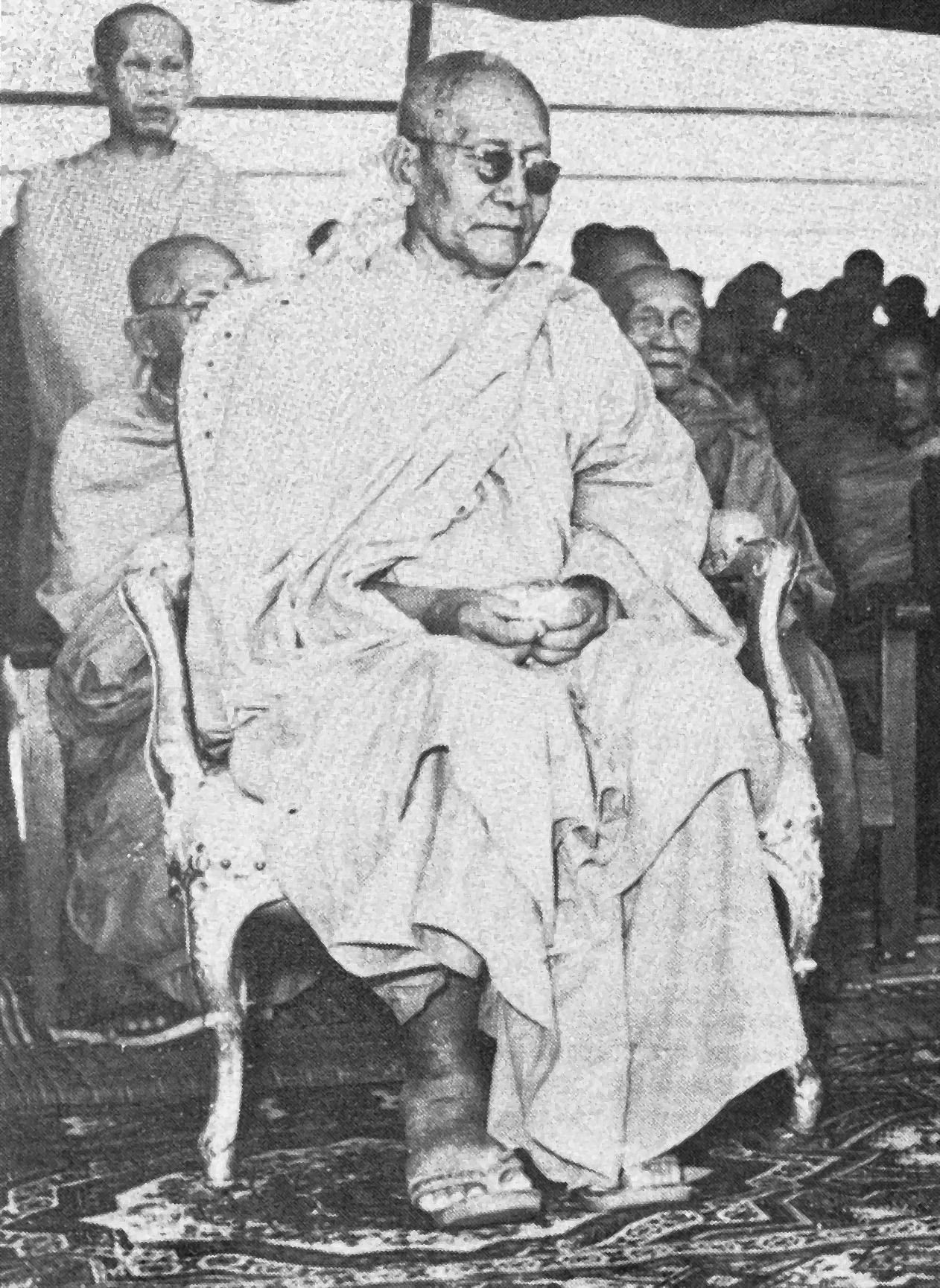
尊纳

尊纳（Chuon Nath，1883年3月11日—1969年9月25日），柬埔寨僧侣、作家、作曲家、诗人。
尊纳于1883年出生在柬埔寨的磅士卑省。他于1948年被任命为柬埔寨大宗派的僧王。当时经过法国殖民统治，柬埔寨传统的高棉语受到排挤。尊纳致力于编写高棉语词典，对高棉语进行保护，这也是他一生中的重要成就。他也是柬埔寨国歌《王国》的作词人。此外，他是僧伽改革运动的领导者。
1969年在金边圆寂，骨灰葬于乌那隆寺，其僧王职位由胡达继任。